# فرودگاه نیروی هوایی سلطنتی انستی
فرودگاه نیروی هوایی سلطنتی انستی (به انگلیسی: RAF Ansty) یک فرودگاه تعطیل است که یک باند فرود آسفالت دارد و طول باند آن ۱۱۲۸ متر است. این فرودگاه در کشور انگلستان قرار دارد و در ارتفاع ۸۵ متری از سطح دریا واقع شده است.